# Bond van Leraren
De Bond van Leraren (BvL) is een Surinaamse vakbond.
De BvL werd rond 1970 opgericht en was in 1969 actief met een voorlopig bestuur, met als voorzitter Ronald Venetiaan, de toenmalige directeur van de Algemene Middelbare School.
Op 6 mei 2016 richtten onder meer bestuursleden van de BvL de Alliantie voor Leerkrachten in Suriname (ALS) op, uit onvrede met het beleid van voorzitter Marcelino Nerkust van de Federatie van Organisaties van Leerkrachten (FOLS). Wilgo Valies, de voorzitter van de BvL, werd ook voorzitter van de ALS.
Op 8 januari 2019 droeg Valies het voorzitterschap na 29 jaren als vakbondsleider over aan Reshma Mangre, zowel van de ALS als van de BvL.